# Boulder Dash Construction Kit
Boulder Dash Construction Kit è un videogioco rompicapo d'azione, quarto della serie di Boulder Dash, pubblicato a partire dal 1986 per i computer Amiga, Amstrad CPC, Apple II, Atari 8-bit, Atari ST, Commodore 64, MS-DOS e ZX Spectrum dalla Epyx in America (nella collana Maxx Out!) e dall'azienda britannica Databyte in Europa. Una riedizione della Hi-Tec Software (per Atari 8-bit, C64, CPC, Spectrum) ha il titolo di copertina Boulder Dash IV: The Game. Il gameplay di Construction Kit è più o meno lo stesso dei precedenti Boulder Dash, ma con nuovi livelli e con la novità di un editor di livelli.
Esiste anche un altro Boulder Dash Construction Kit per Amstrad CPC, che è in realtà un editor non ufficiale per il primo Boulder Dash, pubblicato nel 1988 come listato in BASIC sulla rivista tedesca Happy Computer.

## Modalità di gioco
Il funzionamento generale del gioco è lo stesso di Boulder Dash (vedi); in breve, si controlla il personaggio Rockford che si muove scavando la terra dentro caverne bidimensionali, fa crollare pericolosi massi quando toglie il terreno sotto di essi, raccoglie diamanti, e deve affrontare creature nemiche e altri elementi speciali.
Rispetto ai precedenti titoli della serie, nei livelli di Construction Kit possono comparire nuovi elementi introdotti in questa edizione: copie passive di Rockford che devono essere protette dai pericoli proprio come il personaggio giocante, pareti indistruttibili anche dalle esplosioni, e caselle di uscita invisibili. Possono essere presenti inoltre gli elementi che erano stati introdotti con Boulder Dash II: lo slime che si lascia lentamente attraversare solo da massi e diamanti, e i muri in grado di allungarsi se trovano spazio libero.
Con il programma è fornita una serie di livelli precostruiti, chiamata anche Boulder Dash IV. Ci sono in totale 15 livelli, di cui 12 normali, ciascuno ampio circa come quattro schermi, e 3 livelli bonus di intermezzo, più piccoli. I livelli predefiniti sono in genere molto più difficili di quelli dei precedenti giochi della serie e non hanno difficoltà regolabile.
L'editor di livelli è basato su icone (ma alcuni comandi si possono dare solo da tastiera) e sul posizionamento degli oggetti selezionati tramite cursore. L'area di gioco viene mostrata come in partita, ma è possibile visualizzarla per intero a scala più grande e spostare ovunque la finestra corrente. Ci sono funzioni per disegnare rapidamente linee di oggetti uguali, posizionare oggetti di un certo tipo casualmente, e collaudare immediatamente il livello finora creato. Si possono cambiare alcune impostazioni generali, come i colori e i tempi di azione degli oggetti. Le proprie creazioni si possono salvare su disco o cassetta, ma per giocarci è comunque necessario possedere Boulder Dash Construction Kit.

## Accoglienza
Boulder Dash Construction Kit, almeno nelle più diffuse versioni per computer a 8 bit, ricevette di solito giudizi molto buoni dalla critica dei suoi tempi, tra cui una "medaglia d'oro" di gioco del mese dalla rivista Zzap! alla versione Commodore 64. Commodore Format apprezzò molto quella versione anche quando era vecchia di diversi anni, nel 1994.
L'editor era completo e facile da usare, e fu la base di innumerevoli raccolte non ufficiali di livelli pubblicate negli anni a venire.
Tuttavia le versioni per le macchine allora più avanzate, Amiga e Atari ST, spesso non furono accolte così bene; la più recente conversione per Amiga (Wicked Software, 1989) ricevette anzi alcuni giudizi molto negativi.